# 소유스-7 (로켓)
소유스-7은 러시아 프로그레스사가 제안한 우주 발사체이다.

## 역사
기존의 소유스 로켓은 60년이나 사용했다. 미국의 팰컨 9호처럼 신개념 우주발사체가 발사비용을 획기적으로 낮춰서 시장을 위협하고 있다. 러시아도 신형 우주 발사체 개발을 계획했지만 Rus-M 로켓은 개발이 취소되었다. 현재는 소유스-7 로켓을 계획중이다. 소유스-2 로켓을 대체할 것이다. 소유스-2 로켓 보다 발사비용이 적게 든다.
러시아는 안가라 로켓에 전적으로 의존할 것이다. 그러나 안가라 로켓이 퇴역하거나 문제가 생길 경우를 대비한 로켓이 필요하며, 이를 위해 소유스-7 로켓 개발을 계획했다.
기존의 소유스 로켓은 RP-1이라는 로켓 연료 등급의 등유를 연료로, 액체산소를 산화제로 사용했는데, RP-1의 가격이 계속 오르고 있다. 이에 소유스-7 로켓은 액체메탄을 연료로, 액체산소를 산화제로 사용할 것이다. 외양은 기존의 소유스 로켓들과 같다.
기존의 소유스 로켓은 1단 엔진 1개에 노즐 4개, 부스터 4개에 노즐 16개, 2단 엔진 1개에 노즐 4개로 모두 6개 엔진에 24개 노즐을 사용했다. 소유스-7 로켓은 6개 엔진에 6개 노즐을 사용할 것이다.

## 같이 보기
- 소유스-5 (로켓)